# طرديلن بيزنطي
طرديلن بيزنطي (الاسم العلمي:Tordylium byzantirum)  هو نوع غير مؤكد من النباتات يتبع جنس الطرديلن من الفصيلة الخيمية.